# NGC 3260
NGC 3260 este o galaxie eliptică situată în constelația Mașina Pneumatică. A fost descoperită în 12 mai 1834 de către John Herschel. Se află la o distanță de 37,5 de megaparseci de Pământ.